# إدواردو فارنيزي، أمير بارما الوراثي
إدواردو فارنيزي (Odoardo Farnese, Hereditary Prince of Parma؛ 12 أغسطس 1666 – 6 سبتمبر 1693)؛ كان أمير بارما الوراثي منذ ولادته حتى وفاته المبكرة قبل والده، هو ابن رانوتشسيو الثاني، دوق بارما وإيزابيلا دإستي توفيت بعد اثني عشر يوماً من ولادته، تزوج من دوروثيا صوفي من نيوبورغ في عام 1690، وانجبت له ولد وابنة، ابنه توفي قبله بشهر في عام 1693، وأما ابنته أصبحت ملكة إسبانيا بزواجها من فيليب الخامس ملك إسبانيا ورثت الدوقية بعد وفاة عميها دون ورثة، وبذلك أصبح ابنها البكر كارلوس دوق بارما أول حكام من آل بوربون·